# Vuelo 391 de Air Busan
El Vuelo 391 de Air Busan fue un vuelo internacional de pasajeros programado operado el 28 de enero de 2025 por Air Busan desde el Aeropuerto Internacional de Gimhae en Busan, Corea del Sur, al Aeropuerto Internacional de Hong Kong en Hong Kong, China, el avión se incendió poco antes del despegue en el Aeropuerto Internacional de Gimhae, lo que provocó 7 heridos y la evacuación de las 176 personas a bordo.

## Aeronave
La aeronave involucrada en el accidente era un Airbus A321 con registro HL7763 y había estado en servicio desde 2008. Fue entregado a Air Busan el 1 de junio de 2017.

## Pasajeros y tripulación
A bordo del A321 viajaban 169 pasajeros y 6 miembros de la tripulación, así como 1 ingeniero de mantenimiento.La mayoría de los pasajeros viajaban para las vacaciones del Año Nuevo Lunar. Entre los pasajeros también había 22 extranjeros, incluidos 18 chinos, 2 estadounidenses, 1 británico y 1 filipino.

## Accidente
El Airbus A321 estaba a punto de iniciar con el carreteo a la pista de despegue tras un retraso de 20 minutos cuando se produjo un incendio en la sección de cola alrededor de las 22:26 KST y se extendió por el empenaje y casi la mitad del fuselaje. Air Busan dijo que un miembro de la tripulación vio el incendio en un compartimento superior cerca del lado trasero izquierdo de la cabina. Algunos pasajeros dijeron que el incendio se produjo tras un sonido de "crepitación". Otro pasajero dijo que la tripulación de vuelo no ordenó la evacuación de los pasajeros cerca de la fuente del incendio y les dijo que permanecieran sentados mientras intentaban inicialmente apagar las llamas con un extintor, momento en el que las brasas ya se habían extendido a otras partes del avión. Otros pasajeros también acusaron a la aerolínea de no tener "un protocolo o manual de emergencia adecuado", ya que los funcionarios de la aerolínea solo les dijeron que se fueran a casa o al hotel más cercano sin  proporcionar más información.
La aerolínea afirmó que la tripulación no tuvo tiempo de realizar el llamado de emergencia oficial a los pasajeros sobre el incendio, pero afirmaban que se había seguido todos los procedimientos apropiados para un incendio en tierra, añadiendo que el capitán apagó inmediatamente los sistemas hidráulicos y de combustible de la aeronave para evitar daños secundarios después de notificado por la tripulación sobre el incendio. Air Busan también dijo que su tripulación había impedido que un pasajero abriera el compartimento superior afectado para apagar las llamas con un extintor, diciendo que habría alimentado más oxígeno al fuego y causado su intensificación.
Las 176 personas a bordo fueron evacuadas de manera segura utilizando los toboganes inflables, incluyendo uno que fue abierto por un pasajero. Se reportaron siete heridos menores a causa del incendio; cuatro miembros de la tripulación experimentaron molestias en el pecho debido a la inhalación de humo, mientras que tres pasajeros ancianos experimentaron dolor en el coxis y la espalda.  El fuego generó agujeros a lo largo del techo del fuselaje. Los bomberos llegaron al lugar a las 22:34 KST. El fuego fue extinguido a las 23:31 KST.antes de que pudiera alcanzar las alas de la aeronave, que transportaban 35.000 libras de combustible.
El incendio fue el primer accidente que afectó a Air Busan desde 2013.

## Investigación
El presidente interino y primer ministro Choi Sang-mok ordenó que se comenzará de inmediato  una investigación exhaustiva del accidente. El Ministerio de Tierras, Infraestructura y Transporte envió funcionarios al lugar y estableció un equipo de respuesta a emergencias. Las cajas negras de datos de vuelo fueron recuperadas después del incendio, mientras que un equipo de la Oficina Francesa de Investigación y Análisis para la Seguridad de la Aviación Civil también fue enviado a investigar el incidente debido a que la aeronave es de origen francés. Las autoridades declararon que una investigación comenzaría el 3 de febrero y dictaminaron que la remoción del combustible de la aeronave no era necesaria después de los controles de seguridad.